# Teorija optimalne hitrosti
Teorija optimalne hitrosti se uporablja v jadralnem letalstvu (predvsem za tekmovanja in prelete) za planiranje (letenje med dviganji - tj. termika, pobočni in valovni vzgornik) tako, da je čas letenja med vzgorniki minimalen. Če bi pilot letel počasneje, bi se zmanjšala njegova povprečna potovalna hitrost, če bi letel hitreje, bi izgubil več višine, kar bi potem moral nadomestiti z daljšim nabiranjem višine v naslednjem vzgorniku, to pa spet zmanjša njegovo povprečno hitrost.
To teorijo naj bi razvil in matematično opisal ameriški jadralni pilot Paul McCready, čeprav je podobno teorijo opisal že Wolfgang Späte leta 1938. McCready je teorijo le dopolnil in izumil t. i. McCreadyjev obroč, ki nameščen na mehanskem variometru pove pilotu, s kakšno hitrostjo mora leteti. Ta obroč se uporabi tako, da pilot na njem nastavi pričakovano hitrost dviganja v naslednjem vzgorniku, kazalec variometra pa nato glede na hitrost dviganja/spuščanja kaže optimalno hitrost, katere skala je napisana na samem obroču. V splošnem velja, da je potrebno v spuščajočem se zraku povečati hitrost, v dvigajočem se zraku pa zmanjšati.
Ker je funkcija odvisnosti med hitrostjo jadralnega letala in lastnim padanjem (t. i. polara letala) različna od enega do drugega tipa letala, je razumljivo, da mora biti McCreadyjev obroč skonstruiran za vsak tip letala posebej.
Danes ta princip nadomeščajo elektronski variometri z dajalnikom optimalne hitrosti, ki pilota z zvočnim signalom obveščajo, če leti prehitro oz. prepočasi glede na optimalno hitrost. Na ta način pilotu ni potrebno stalno spremljati instrumenta in se lahko posveča opazovanju okolice. Ti instrumenti, povezani z navigacijskim sistemom GPS lahko med drugim izračunajo tudi dolžino doleta pri določeni višini in vremenskih pogojih, kar je pomembno predvsem za končni dolet (tj. let, ki pilotu omogoča pot do cilja brez uporabe vzgornikov).

## Praktična uporaba teorije optimalne hitrosti
Pilot, ki želi popolnoma upoštevati teorijo optimalne hitrosti, mora stalno ocenjevati moč oz. hitrost naslednjega dviganja, kar pomeni stalno vnašanje nove vrednosti v dajalnik optimalne hitrosti. Ta način je zamuden, zaradi približne ocene naslednjega dviganja pa ni nujno optimalen.
Zato se na začetku preleta pilot glede na vremenske pogoje odloči, kakšna dviganja bo lahko izkoriščal - v boljšem vremenu bi izkoriščal samo najboljša dviganja, v bolj neugodnih pogojih pa tudi nekoliko šibkejša dviganja. Na osnovi moči povprečnega dviganja lahko tudi nastavi dajalnik optimalne hitrosti. Če so vremenski pogoji nato ves čas enaki, bo dosežena hitrost lahko precej visoka, v nasprotnem primeru pa mora pilot pravočasno prepoznati spremenjene pogoje in ustrezno ukrepati z zmanjšanjem hitrosti in izkoriščanjem tudi šibkejših dviganj. Posebej neugoden primer lahko nastopi, če se razmere poslabšajo, kar v primeru neukrepanja lahko pomeni, da se pilot znajde na majhni višini ali pa je celo prisiljen pristati.
Zato ni vse v strogem upoštevanju dajalnika optimalne hitrosti, temveč sta pri tem izrednega pomena tudi pilotova presoja in taktično načrtovanje. Pilot, ki prelet načrtuje tako, da najde in izkoristi najboljša dviganja, ima po navadi najvišjo povprečno potovalno hitrost.